# Vota la voce 1991
La 19ª edizione di Vota la voce è andata in onda su Canale 5 dal Teatro Romano di Fiesole il 20 settembre del 1991.
Conduttori furono Red Ronnie e Ombretta Colli.
Super ospiti gli Europe con Prisoners in Paradise.
Vincitori dell'edizione furono: Marco Masini (miglior cantante maschile), Mietta (miglior cantante femminile), Claudio Baglioni e i Pooh (premio speciale), Paolo Vallesi (miglior rivelazione),  Vasco Rossi (premio tournée) e Gino Paoli (miglior album). Claudio Baglioni viene premiamo con il premio speciale per l’album Oltre.

## Cantanti partecipanti
- Marco Masini - Malinconoia
- Jovanotti - Una tribù che balla
- Mietta - Dubbi no
- Gianna Nannini - Sorridi
- Europe - Prisoners in Paradise
- Amedeo Minghi - Nenè
- Spagna - Only Words
- Gino Paoli - Quattro amici
- Vasco Rossi - Albachiara (filmato live)
- Jethro Tull - This Is Not Love
- Riccardo Cocciante - Se stiamo insieme
- Roberto Vecchioni - Piccole donne crescono
- Raf - Siamo soli nell'immenso vuoto che c'è
- Claudio Baglioni - Noi no
- Paolo Vallesi - Le persone inutili
- Pooh - Medley
- Fiordaliso - Il mare più grande che c'è (I love you man)
- Tazenda - Mamojada